# Nunca es tarde
Nunca es tarde és una pel·lícula espanyola de 1977 dirigida per Jaime de Armiñán, també coautor del guió. Es tracta d'una estranya faula existencial que recorda a la posterior pel·lícula de Jean-Luc Godard Je vous salue, Marie.

## Sinopsi
Antonio i Teresa, una parella que viu en un pis de Sant Sebastià, tenen una veïna de 70 anys anomenada Úrsula Michelena, qui està secretament enamorada d'Antonio, i l'espia des d'una de les finestres de la seva casa. Una nit veu Antonio i Teresa fer l'amor, cos que l'emociona de tal manera que se cita en secret amb Antonio i li comunica que està embarassada d'ell, i que s'ha quedat embarassada en veure'ls fer l'amor.

## Repartiment
- José Luis Gómez - Antonio
- Ángela Molina - Teresa
- Madeleine Christie - Úrsula

## Premis
- Fotogramas de Plata al millor intèrpret de cinema espanyol (1977) - Ángela Molina